# 改-KAI-
『改-KAI- REMIX 01』(カイ・リミックス)は日本のロックバンドDir en greyのリミックス・アルバム。

## 概要
- Dir en grey初のリミックスアルバム。「01」とナンバリングされているが、この作品以降のリミックスアルバムは発売されていない。
- すでに発表されていた「脈」、「【KR】cube」、「太陽の碧」、「ain't afraid to die」のシングルに収録されていた各メンバーによるリミックス音源に追加で、主に『MACABRE』収録曲のリミックスが収録されている（GAUZEからの曲も2曲リミックスされて収録されている）。
- ヴォーカルパートが無いリミックスが多いためか、ブックレットに歌詞は掲載されていない。
- メンバーたちの写真なども掲載されておらず、サジヒロシによるイラストのみが掲載されている。

## 収録曲
1. Hydra　Buzzout mix [remixed by Munenori Takada, Ayumi Yasui]
2. 羅刹国　za downtown funkmaster remix [remixed by BANANAICE from Shitamachi-kyoudai]
3. 太陽の碧　-Mix®- [remixed by Toshiya]
4. 304号室、白死の桜　Sub Dub Mix [remixed by DJ Chan-K]
5. ain't afraid to die　〜with frosted ambience〜 [remixed by Die]
6. egnirys cimredopyh＋)an injection　PCM re-constructed attack [remix and additional production by Phab Com Masters]
7. MACABRE-揚羽ノ羽三ノ夢ハ二蛹一-　Tears of scorpion mix [remixed by Munenori Takada, Shuichi Ikebuchi]
8. 脈　(8½ convert) [converted by 薫]
9. 理由　Susumu Yokota Remix [remix and additional production by Susumu Yokota]
10. ain't afraid to die　Irrésistible MIX [remixed by Shinya]
11. raison detre　NANAGO Mix [remixed by DJ Chan-K]
12. 【KR】cube　-K.K. Vomit Mix- [remixed by 京]
13. 蛍火　THE NAME OF THE ROSE MIX [remixed by ISSAY (HAMLET MACHINE)]